# Louie Gohmert
Louis Buller Gohmert Jr. dit Louie Gohmert, né le 18 août 1953 à Pittsburg (Texas), est un homme politique américain, représentant républicain du Texas à la Chambre des représentants des États-Unis de 2005 à 2023.

## Biographie
Après des études à l'université A&M du Texas et l'université Baylor, Louie Gohmert rejoint l'armée américaine de 1978 à 1982. Il devient ensuite avocat puis procureur du comté de Smith à partir de 1992. En 2002, il devient juge de la cour d'appel du 12e district.
Il se présente en 2004 à la Chambre des représentants des États-Unis dans le 1er district du Texas. Le redécoupage du district, qui le rend plus favorable aux républicains, met en danger le représentant démocrate sortant Max Sandlin. Louie Gohmert est élu représentant avec 61,5 % des voix contre 37,7 % pour Sandlin. Il est depuis réélu tous les deux ans avec plus de 68 % des suffrages.
En janvier 2015, il se présente à la présidence de la Chambre des représentants face au républicain sortant John Boehner, qui est réélu dès le premier tour.
Il s'est fait remarquer pour sa farouche opposition au port du masque pendant la pandémie de Covid-19. Testé positif au Covid-19 en 2020, il estime que le port de ce masque a sûrement contribué à son infection.
Fervent partisan de Donald Trump, il a refusé de reconnaître la victoire de son adversaire Joe Biden en 2021.
En novembre 2021, il annonce sa candidature au poste de procureur général du Texas pour les élections de 2022, plutôt que de briguer un dixième mandat au Congrès. En mars 2022, il est éliminé en arrivant en quatrième et position du premier tour de la primaire républicaine remportée par le procureur général sortant Ken Paxton.